# Horst Kuschenberg
Horst Kuschenberg (* 31. August 1937 in Unseburg/Sachsen-Anhalt; † 8. Januar 2004 in Ottbergen (Schellerten)) war ein deutscher Fußballspieler. Von 1958 bis 1963 absolvierte der zumeist als Mittelläufer im damaligen WM-System agierende Defensivspieler in der  erstklassigen Oberliga Nord für den VfV Hildesheim 134 Ligaspiele und erzielte dabei neun Tore. Von 1963 bis 1967 schlossen sich bei Hildesheim in der zweitklassigen Regionalliga Nord weitere 70 Pflichtspiele mit drei Toren an.

## Laufbahn
Als die Rot-Weißen vom VfV in der Saison 1957/58 in der Amateur-Oberliga Ost in Niedersachsen die Meisterschaft vor Union Salzgitter und dem VfB Peine erringen konnten, stürmte der 20-jährige „Kuschi“ Kuschmann im damals überwiegend angewandten WM-System entweder auf Rechtsaußen oder als Mittelstürmer im Angriff der Elf aus dem Friedrich-Ebert-Stadion. Im Mai 1958 setzte sich die Mannschaft von Trainer Paul Bornefeld in der Aufstiegsrunde gegen die Konkurrenz von VfB Oldenburg, SC Union 03 Altona und den Heider SV durch und stieg in die Oberliga Nord auf. Mit einem Punkt Vorsprung verwies man die Mannschaft von Willi Gerdau, den Heider SV, auf den 2. Rang. Beide Spiele gegen Heide hatten mit einem Remis (1:1, 2:2) geendet und Kuschmann hatte alle sechs Gruppenspiele als Rechtsaußen bestritten und jeweils mit der Vereinsikone Leo Zimmermann den rechten Flügel gebildet. Die Stadt feierte ihre Helden ausgiebig: Mit einem Fackelzug, einem Festkommers und einer Gratulationscour vor dem Ratshaus; annähernd 20.000 Menschen bevölkerten den einst so historischen Marktplatz.
In die Oberligadebütrunde 1958/59 startete Hildesheim mit Kuschenberg auf Rechtsaußen und dem neuen Torhüter Hans Bolchert am 17. August 1958 mit einer 0:1-Heimniederlage gegen den VfL Wolfsburg. Es lief nicht rund, nach dem 18. Spieltag stand Hildesheim mit 11:25 Punkten auf dem 14. Rang, punktgleich mit Nordhorn (15. Platz) und einen Punkte vor dem Schlusslicht Phönix Lübeck. Kampf gegen den Abstieg war angesagt und es wurde um die Jahreswende ein Trainerwechsel vollzogen. Für Bornefeld übernahm Ludwig Lachner. Er begann am 18. Januar 1959 mit einem 0:5 in Neumünster, auf 30 cm Schnee; dann aber folgte eine berühmt gewordene Serie von fünf aufeinanderfolgenden knappen Zu-Null-Siegen und der VfV hatte wieder Boden unter den Füßen. Am Rundenende belegte der Aufsteiger mit 24:36 Punkten den 13. Rang und Kuschenberg war in allen 30 Rundenspielen aufgelaufen und hatte sechs Tore erzielt. Beim 2:0-Heimerfolg am 22. Februar 1959 gegen Eintracht Nordhorn hatte er sich als Doppeltorschütze ausgezeichnet. Seine Vielseitigkeit stellte er mit seinen Einsätzen als rechter (fünf Spiele) und linker (vier Spiele) Verteidiger, mit zehn Spielen als Rechtsaußen und elf als Mittelstürmer, unter Beweis. Er kam mit den Anforderungen der Oberliga klar und hatte sicherlich noch Entwicklungspotential.
Im zweiten Oberligajahr, 1959/60, verbesserte sich Hildesheim deutlich und belegte mit 32:28 Punkten den 7. Rang; Kuschenberg hatte in 25 Ligaeinsätzen zwei Tore erzielt und war jetzt bereits in 14 Spielen als zentraler Chef der Abwehr, als Mittelläufer, aufgelaufen. Beim überraschenden 2:1-Heimerfolg am 30. August 1959 vor 18.000 Zuschauern gegen den Nordserienmeister Hamburger SV hatte er als rechter Verteidiger sich herausragende Zweikämpfe mit der neuen Flügelhoffnung Gert Dörfel geliefert. Nach seinem Stopperdebüt bei einem 2:0-Heimerfolg gegen Concordia Hamburg war im Sportmagazin notiert: „Kuschenberg schlug als Stopper glänzend ein, denn Bodnar wurde von ihm völlig kaltgestellt.“ Auch nach dem 2:1-Heimsieg am 24. April 1960 wurde der Mittelläufer besonders gelobt: „Sehr souverän wieder Kuschenberg als Stopper.“ Dass Hildesheim mit einer Gegentorquote von 44 Treffern die Runde bestreiten konnte, war mit ein Verdienst der neuen Läuferreihe mit Paul Noak, Kuschenberg und Wolfgang Träger. Im Angriff hatte man jetzt mit Dieter Thun einen torgefährlichen Stürmer, der in seiner ersten Oberligasaison 16 Tore erzielt hatte.
Zur Saison 1960/61 wurde aus der Amateurmannschaft der Angreifer Manfred Hufgard in den Vertragsspielerkader übernommen und zusätzlich noch mit Gerd Bohnsack und Ernst-August Künnecke zwei Spieler aus der Amateurmannschaft von Hannover 96 von den Rot-Weißen neu unter Vertrag genommen. Der Kader hatte sich damit zwar in der Breite verbessert, aber noch zahlte sich das in der Tabelle nicht aus. Gegen den Hamburger SV gab es zwei deutliche Schlappen mit 3:6 und 2:8 und Mittelläufer Kuschenberg erlebte in der zweiten Halbzeit im Heimspiel am 8. Januar 1961 eine wahre Torflut durch die HSV-Stürmer. Mit 2:2 waren die Seiten gewechselt worden, in den zweiten 45 Minuten brach aber eine Torflut über Hildesheim herein: Der HSV gewann mit 8:2. Durch die Folgen einer Leistenverletzung hatte er in der Hinrunde eine wochenlange Spielpause einlegen müssen. Früh in der Hinrunde, nach dem 2:2 am 21. August 1960 gegen Eintracht Braunschweig, wurde erneut der Abwehrchef von Hildesheim gelobt: „Als Turm in der Abwehr stand Kuschenberg, der eine nahezu fehlerfreie Partie bot.“
Der VfV zog Lehren aus dieser Runde und nahm mit Heiner Klose, Klaus und Fred Winkelmann drei Spieler zur Runde 1961/62 neu unter Vertrag, welche sich sofort als Verstärkungen erwiesen und das Leistungsvermögen der Mannschaft deutlich anhoben. Die Saison 1961/62 sollte dann auch zum Höhepunkt der Vereinsgeschichte des VfV werden.
Mit 29:1 Punkten absolvierten die Mannen um Mittelläufer Kuschenberg die 15 Heimspiele, das war die beste Bilanz im Norden. Werner Gerstle hatte Hans Bolchert im Tor abgelöst, Hans Wiesenmüller zeigte sein Können als Verteidiger und die Läuferreihe mit Noak, Kuschenberg und Träger bildeten die herausragende Achse der starken Mannschaft. Da der neu vom VfR Osterode gekommene Heiner Klose sich mit 19 Treffern zu einem Torjäger entwickelte und Hufgard, Thun und Claus Winkelmann auch eine zweistellige Trefferbilanz erreichten, entsprach auch die Angriffsleistung dem einer Spitzenmannschaft. Spätestens nach dem 1:0-Auswärtserfolg gegen Werder Bremen am 10. September 1961 durch einen Treffer des 33-jährigen Spielführers Zimmermann gehörte Hildesheim zu den Aspiranten für den Kampf um die Spitzenplätze im Norden. Am 13. Spieltag, den 5. November 1961, empfing Hildesheim den mit 22:0 Punkten souveränen Tabellenführer Hamburger SV. Mit 26.000 Zuschauern wurde der Zuschauerrekord im Friedrich-Ebert-Stadion aufgestellt. Zimmermann brachte seine Mannschaft mit zwei Treffern mit 2:0 in Führung und Fred Winkelmann gelang das Tor zum 3:0-Endstand. Die HSV-Angreifer Klaus Neisner, Horst Dehn, Uwe Reuter, Uwe Seeler und Gert Dörfel ausgeschaltet zu haben, war eine herausragende Leistung der von Kuschenberg dirigierten Defensive. Am Rundenende belegte Hildesheim den 3. Rang in der Oberliga Nord, zwei Punkte hinter Vizemeister SV Werder Bremen und Kuschenberg hatte wie Torjäger Klose alle 30 Verbandsspiele bestritten. Kuschenberg hatte auch in den zwei Duellen gegen den neuen Nordtorjäger von ASV Bergedorf 85, Dieter Meyer, welcher in 28 Ligaspielen 24 Treffer erzielt hatte, in den zwei Spielen (0:0, 2:0) sein Können eindrucksvoll unter Beweis gestellt.
Persönlich hatte der Mittelläufer vom VfV auch im DFB-Pokal bei den Spielen gegen den VfB Stuttgart (1:2) in der Saison 1960/61 mit deren Könnern Rolf Geiger und Rolf Blessing, sowie in der folgenden Runde am 28. Juli 1962 gegen den Westoberligisten Westfalia Herne (3:2) überzeugt.
Als Belohnung für das Erreichen des 3. Platzes traten die Bischofsstädter im Intertotocup der Serie 1962/63 gegen Pécsi Dózsa, Blauw Wit Amsterdam und Velez Mostar an. Im letzten Jahr des alten erstklassigen Oberligasystems, 1962/63, belegte der VfV den achten Rang und Kuschenberg war in 29 Ligaspielen aktiv gewesen. Nach der neuen Ligaeinteilung zur Serie 1963/64 musste Hildesheim danach in der zweitklassigen Fußball-Regionalliga Nord antreten. Die besten Zeiten von Hildesheim waren aber vorbei und der VfV musste sich in einer 18er-Staffel mit dem 13. Rang zufriedengeben. Kuschenberg hatte nur in einem von 34 Ligaspielen gefehlt. Es war aber die letzte Saison, wo er konstant für Hildesheim zur Verfügung stand. In den drei Runden 1964/65 bis 1966/67 war er nur noch insgesamt in 38 Regionalligaspielen aktiv und erlebte somit auch den Abstieg in das Amateurlager im Mai 1967 aktiv auf dem Rasen mit. Nach einer Pause in der Hinrunde hatte er sich gemeinsam mit Leo Zimmermann im Februar 1967 nochmals zur Verfügung gestellt, aber die beiden Recken konnten auch nicht den Abstieg verhindern. Nach einer Runde in der Landesliga Niedersachsen 1967/68 und einer enttäuschenden Aufstiegsrunde, beendete er endgültig im Sommer 1968 seine Laufbahn.
Kuschenberg lebte in Ottbergen in der Gemeinde Schellerten, wo er einen Malerbetrieb führte.